# 煤水车
煤水车是加挂于蒸汽机车用于为其提供燃料（柴、煤或燃油）和水的一种特殊铁路车辆。相比于燃料，蒸汽机车消耗更大量的水，因此当机车长距离运行时，煤水车是必需的。带有煤水车的机车称为煤水车机车。一些机车不使用煤水车，而是直接装载所用的全部燃料和水，被称为水櫃式機車。
制动煤水车是一种大量使用的变种，可以提供更好的制动性能。